# Ủy ban Olympic Việt Nam
Ủy ban Olympic Việt Nam (tiếng Anh: Vietnam Olympic Committee, mã IOC: VIE) là Ủy ban Olympic quốc gia đại diện cho Việt Nam.

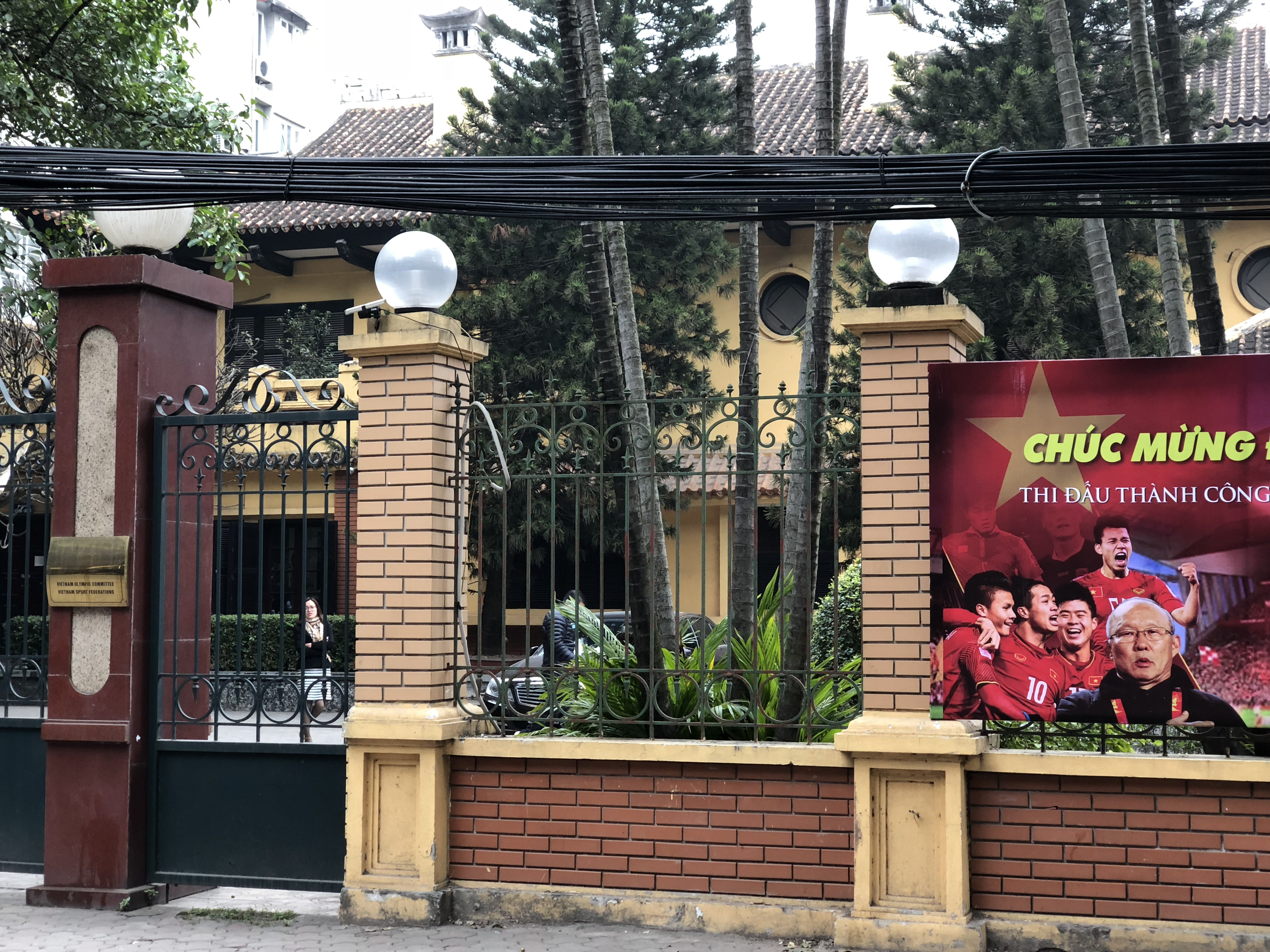
Trụ sở Ủy ban Olympic Việt Nam tại 36 phố Trần Phú

## Lịch sử
Ủy ban Olympics được thành lập vào năm 1952, trước đây là Quốc Gia Việt Nam và Việt Nam Cộng Hòa đã tham gia liên tục 6 kỳ Đại hội từ năm 1952 cho đến năm 1974.
Năm 1976 Việt Nam không tham gia Olympic.
Năm 1980, Ủy ban Olympics Việt Nam chính thức trở lại Olympics.